# Phyllanthus zambicus
Phyllanthus zambicus är en emblikaväxtart som beskrevs av Radcl.-sm.. Phyllanthus zambicus ingår i släktet Phyllanthus och familjen emblikaväxter.
Artens utbredningsområde är Zambia. Inga underarter finns listade i Catalogue of Life.